# Гладке число
У теорії чисел B-гладким числом (англ. smooth number) називається число, всі прості дільники якого не перевищують B.
Гладкі числа особливо важливі в алгоритмах факторизації.

## Визначення
Натуральне число називається {\displaystyle B}-гладким (або гладким щодо межі {\displaystyle B}), якщо всі його прості дільники не більші від {\displaystyle B}. 
{\displaystyle B} не обов'язково має бути простим дільником такого числа. Якщо найбільшим дільником числа є {\displaystyle p}, тоді число {\displaystyle B}-гладке для будь-якого {\displaystyle B\geq p.} Зазвичай {\displaystyle B} подається як просте, але складене число спрацьовує так само добре. Число є {\displaystyle B}-гладке тоді і тільки тоді, коли воно є {\displaystyle p}-гладким, де {\displaystyle p} є найбільшим простим дільником меншим або рівним {\displaystyle B}.

## Приклад
Число 1620 розкладається на множники так: {\displaystyle 2^{2}\times 3^{4}\times 5.} Отже це число 5-гладке, а також 6-гладке, 7-гладке і так далі, але не 4-гладке.

## Розподіл
Нехай {\displaystyle \Psi (x,y)} позначають число {\displaystyle y}-гладких цілих менших або рівних {\displaystyle x} (функція де Брюїна, англ. de Bruijn).
Якщо межа гладкості {\displaystyle B} зафіксована і мала, існує хороша оцінка для {\displaystyle \Psi (x,B)}:
{\displaystyle \Psi (x,B)\sim {\frac {1}{\pi (B)!}}\prod _{p\leqslant B}{\frac {\log x}{\log p}}.}
де {\displaystyle \pi (B)} позначає кількість простих чисел менших або рівних до {\displaystyle B}.
Інакше, визначимо параметр {\displaystyle u} як {\displaystyle u={\frac {\log x}{\log y}}}: так що {\displaystyle x=y^{u}.} Тоді,
{\displaystyle \Psi (x,y)=x\cdot \rho (u)+O\left({\frac {x}{\log y}}\right)}
де {\displaystyle \rho (u)} — функція Дікмана.

## Степенево-гладкі числа
Далі, {\displaystyle m} називається {\displaystyle B}-степенево-гладким (англ. powersmooth), якщо всі прості степені {\displaystyle \scriptstyle p_{i}^{n_{i}}}, що ділять {\displaystyle m}:
{\displaystyle p_{i}^{n_{i}}\leq B.\,}
Наприклад, {\displaystyle 2^{4}\times 3^{2}\times 5} є 5-гладким, але не 5-степенево-гладким. Воно 16-степенево-гладке, бо {\displaystyle 2^{4}=16} і також 17-, 18-степенево-гладке. 